# 于淼 (1972年)
于淼（1972年—），中华人民共和国出版人，华盛顿特区季风书园董事长。

## 生平
上海交通大学EMBA首届学员，2012年接手严搏非经营困难的上海季风书园。起初，于淼并不抗拒与政府合作，上海官方的宣传部门还帮忙让他以较低的租金租下了上海图书馆店。不过后来官方与他经营下的季风书园关系日益紧张。2018年，上海季风书园由于接待了“太多敏感的学者”，在中国政府压力下被迫关闭。于淼选择在隔年赴美国华盛顿特区美利坚大学攻读政治学硕士，2021年毕业。2022年，配偶谢芳回国探亲后遭无预警限制出境，中国警方称这是由于淼在美国发表了关于习近平、普京以及中国1989年民主运动的文章。2023年5月，中国政府放行其配偶离境赴美。2024年9月，于淼在华盛顿特区重开季风书园。